# Amphinemura luteipes
Amphinemura luteipes is een steenvlieg uit de familie beeksteenvliegen (Nemouridae). De wetenschappelijke naam van de soort is voor het eerst geldig gepubliceerd in 1947 door Kimmins.